# Elisabeth Niedereder
Elisabeth Niedereder (* 3. Oktober 1985 in Schwaz) ist eine ehemalige österreichische Leichtathletin und 26fache Staatsmeisterin im 400-Meter, 800-Meter und 1500-Meter-Lauf (2000–2014).

## Werdegang
Elisabeth Niedereder begann 1998 mit dem Laufsport bei der Sportunion Wels.

Sie hat sich auf den 800-Meter-Lauf spezialisiert und wurde seitdem mehrfache österreichische Leichtathletik-Staatsmeisterin (insgesamt 26 Titel).
Ihre Bestzeit über 400 Meter liegt bei 56,37 Sekunden (2010) und 2:06,93 Minuten für die 800 Meter (2011).
Elisabeth Niedereder nahm neunmal an der Team-EM für das österreichische Nationalteam teil und ihre beste Platzierung war ein dritter Platz im 800-Meter-Lauf (2008).
Nach über 16 Jahren Leistungssport ist Niedereder seit 2015 nicht mehr als Profi aktiv. Sie läuft seit 2019 als Hobbyläuferin Marathon und Ultralaufdistanzen und war im September 2019 auch bei der 50-km-Ultralauf-WM in Brasov/Rumänien am Start. Sie gewann dort Bronze in der Teamwertung. 
Elisabeth Niedereder hat Sportwissenschaft und Klinische Ernährungsmedizin studiert, ist seit 2010 im Personal Coaching und in der sportwissenschaftlichen Beratung für Ausdauersportarten tätig und hat in Wien ein eigenes sportwissenschaftliches Institut gegründet.

### Anti-Doping-Vergehen 2015
Im Januar 2022 hat Niedereder eine vierjährige Dopingsperre wegen Verstoß gegen die Anti-Doping-Bestimmungen ausgefasst, die rückwirkend mit 31. Mai 2021 beginnt und dementsprechend am 30. Mai 2025 endet.
Die Athletics Integrity Unit (AIU), die unabhängige Ermittlungs- und Dopingkommission des Leichtathletik-Weltverbandes (World Athletics), nahm sie in die Liste der gesperrten Leichtathleten auf und die nationale Anti-Doping-Agentur (NADA) hat die vierjährige Sperre der 36-Jährigen bestätigt.
Es wurden alle Ergebnisse seit Mai 2015 gestrichen.

## Leistungsentwicklung
| Jahr | 200-Meter-Lauf (in s) | 400-Meter-Lauf (in s) | 800-Meter-Lauf (in min) | 1000-Meter-Lauf (in min) | 1500-Meter-Lauf (in min) | 10.000-Meter-Lauf (in min) |
| ---- | --------------------- | --------------------- | ----------------------- | ------------------------ | ------------------------ | -------------------------- |
| 1999 | 28 *                  | -                     | 2:23,42                 | 3:05,88                  | -                        | -                          |
| 2001 | -                     | 58,76                 | 2:12,97                 | 2:56,03                  | 4:47,44                  | 40:35                      |
| 2002 | -                     | -                     | -                       | -                        | -                        | 40:02                      |
| 2004 | 25,8 *                | 56,71                 | 2:09,88                 | -                        | -                        | -                          |
| 2008 | -                     | 56,97                 | 2:08,26                 | -                        | 4:26,78                  | -                          |
| 2009 | -                     | -                     | 2:07,14                 | -                        | -                        | 37:45                      |
| 2010 | -                     | 56,37                 | 2:07,17                 | 2:48,40                  | 4:29,38                  | -                          |
| 2011 | -                     | 56,62                 | 2:06,93                 | 2:49,75                  | -                        | -                          |
| 2012 | -                     | -                     | 2:09,46                 | -                        | -                        | -                          |

*) Trainingsdaten

## Sportliche Erfolge
| Jahr | Erfolg                                                  | Disziplin             | Zeit    | Austragungsort   |
| ---- | ------------------------------------------------------- | --------------------- | ------- | ---------------- |
| 2012 | Österreichische Vizestaatsmeisterin                     | 800 m                 | 2:10,49 | Klagenfurt       |
| 2011 | 9. Rang                                                 | 1000 m                | 2:49,75 | Pliezhausen      |
| 2010 | Österreichische Vizestaatsmeisterin                     | 400 m (Halle)         |         |                  |
| 2010 | 4. Rang                                                 | 400 m (Freiluft)      |         |                  |
| 2010 | Österreichische Staatsmeisterin                         | 800 m (Halle)         | 2:13,54 | Linz             |
| 2010 | Österreichische Staatsmeisterin                         | 800 m (Freiluft)      |         |                  |
| 2010 | Österreichische Staatsmeisterin Crosslauf (Teamwertung) |                       |         |                  |
| 2009 | Österreichische Vizestaatsmeisterin                     | 800 m (Halle)         |         |                  |
| 2008 | Österreichische Staatsmeisterin                         | 800 m                 |         |                  |
| 2008 | Österreichische Staatsmeisterin                         | 3 × 800 m             |         |                  |
| 2008 | Österreichische Staatsmeisterin                         | 1500 m                | 4:26,78 | Kapfenberg       |
| 2008 | 3. Platz Europacup                                      | 800 m                 | 2:08,26 | Tallinn, Estland |
| 2007 | Österreichische Staatsmeisterin                         | 4 × 400 m             |         |                  |
| 2006 | Österreichische Vizestaatsmeisterin                     | 800 m                 |         |                  |
| 2006 | Österreichische U23-Meisterin                           | 800 m                 |         |                  |
| 2005 | Österreichische Staatsmeisterin                         | 800 m                 |         |                  |
| 2004 | Österreichische Staatsmeisterin                         | 800 m (Halle)         |         |                  |
| 2004 | Österreichische Staatsmeisterin                         | 800 m                 |         |                  |
| 2001 | 81. Rang (Juniorinnen) Crosslauf-Europameisterschaften  | zwei Runden (3,15 km) | 13:02   | Thun             |